# Увезян, Аво
Увезян Аво (фр. Avo Uvezian; 22 марта 1926, Бейрут, Великий Ливан — 24 марта 2017, Орландо, Флорида, США) — американский джазовый музыкант, композитор и бизнесмен армянского происхождения. 

## Биография
Родился в Бейруте в армянской семье. Настоящая фамилия Куюмджян.

### Музыкальная карьера
После тура по Ближнему Востоку Аво, тогда ещё юноша, был приглашён со своим джазовым трио выступать в Тегеран перед шахом Резой Пехлеви. По совету этого человека[какого?] Аво отправился в Нью-Йорк, где поступил в известную театрально-музыкальную школу «Джулиард».
В 1950—1960-е годы выступал со знаменитыми джазменами того времени. Его мелодии известны любителям джаза, а песня «Strangers in the night», исполненная Фрэнком Синатрой, первоначальный вариант которой он написал, облетела весь мир.
История песни такова. Композиция под названием «Broken Guitar» (Сломанная гитара) была представлена Фрэнку Синатре. Восхищенный мелодией Синатра предложил изменить лишь ее текст. Потом песня была включена в саундтрек к фильму «A Man Could Get Killed», вся музыка к которому была написана Бертом Кемпфертом. Он продал права на хит Кэмпфэрту, и последний обещал рассказать о том, что авторство принадлежит Увезяну. Так или иначе за Увезяном остались права на песню «Broken Guitar», которая в итоге получила название «Stangers in the Night».

### Сигарный король
Сигары AVO появились на свет «случайно». В начале 1980-х годов после многолетних скитаний по миру он поселился в Пуэрто-Рико, женился, открыл ресторан и создал джаз-группу. По вечерам в ресторане работал скрутчик сигар, которыми он угощал друзей и клиентов. Сигары «от Аво» пользовались успехом, и пристрастие переросло в бизнес. Затем он познакомился с известным табачником из Доминиканской Республики, владельцем компании Tobadom Хендриком Кельнером, который спустя несколько лет, в 1986 году, выпустил в свет первые сигары нового бренда. Логотип для сигар придумал известный лондонский дизайнер Даррелл Айрленд.
Спустя два года, в 1988 году Аво отправил небольшую партию своих сигар в знаменитый бутик компании Davidoff в Нью-Йорке. Товар разошёлся быстро, и магазин сделал новый заказ. В 1996 году он продал эксклюзивные права на производство и продажу своих сигар компании Oettinger Imex AG, которой принадлежат права на бренды Davidoff, Griffin, Zino и другие. Сумма сделки составила примерно десять миллионов долларов. За собой Увезян оставил права на контроль качества и PR-поддержку.